# Liste der Kulturdenkmäler in Dörrenbach
In der Liste der Kulturdenkmäler in Dörrenbach sind alle Kulturdenkmäler der rheinland-pfälzischen Ortsgemeinde Dörrenbach aufgeführt. Grundlage ist die Denkmalliste des Landes Rheinland-Pfalz (Stand: 14. August 2023).

## Denkmalzonen
| Bezeichnung              | Lage                         | Baujahr                | Beschreibung | Bild                           |
| ------------------------ | ---------------------------- | ---------------------- | --- | ------------------------------ |
| Denkmalzone Hauptstraße  | Hauptstraße 14, 16, 18 Lage  | frühes 19. Jahrhundert | Gruppe von drei Fachwerk-Wohnhäusern mit massivem Erdgeschoss, frühes 19. Jahrhundert (Nr. 14 von 1810), mit Fachwerk überbaute Torfahrten                                          | weitere Bilder Fotos hochladen |
| Denkmalzone Wehrfriedhof | Hauptstraße, bei Nr. 36 Lage | 14. Jahrhundert        | im Ursprung gotische Anlage des 14. Jahrhunderts, Wiederaufbau 1528; Ringmauer mit vier Ecktürmen, 1894 die beiden nördlichen erneuert, die Nordmauer abgebrochen, Spitzbogenpforte | weitere Bilder Fotos hochladen |

## Einzeldenkmäler
| Bezeichnung                            | Lage                                            | Baujahr                    | Beschreibung | Bild                           |
| -------------------------------------- | ----------------------------------------------- | -------------------------- | --- | ------------------------------ |
| Wohnhaus                               | Hauptstraße 22 Lage                             | 1701                       | barockes Fachwerkhaus, bezeichnet 1701 | weitere Bilder Fotos hochladen |
| Brunnen                                | Hauptstraße, bei Nr. 23 Lage                    | Mitte des 19. Jahrhunderts | Laufbrunnen, spätklassizistisch, Sandstein und Gusseisen, Mitte des 19. Jahrhunderts | weitere Bilder Fotos hochladen |
| Schulhaus                              | Hauptstraße 24 Lage                             | 1824                       | ehemalige Schule; klassizistischer Krüppelwalmdachbau, bezeichnet 1824 | weitere Bilder Fotos hochladen |
| Hofanlage                              | Hauptstraße 25 Lage                             | spätes 18. Jahrhundert     | Hofanlage, wohl aus dem späten 18. Jahrhundert; barockes Fachwerkhaus, teilweise massiv, Krüppelwalmdach | weitere Bilder Fotos hochladen |
| Hofanlage                              | Hauptstraße 27 Lage                             | 18. Jahrhundert            | Hofanlage, 18. Jahrhundert; Fachwerkhaus 18. Jahrhundert, Erdgeschoss 1828 massiv ersetzt, teilweise mit klassizistischer Ausstattung | weitere Bilder Fotos hochladen |
| Wohnhaus                               | Hauptstraße 30 Lage                             | 1929                       | Fachwerkhaus, abgewalmtes Mansarddach, Heimatstil, bezeichnet 1929 | weitere Bilder Fotos hochladen |
| Wohnhaus                               | Hauptstraße 35 Lage                             | 1730                       | barockes Fachwerkhaus, teilweise massiv, bezeichnet 1730 | weitere Bilder Fotos hochladen |
| Simultankirche St. Martin              | Hauptstraße 36 Lage                             | um 1300                    | ehemals St. Ulrich; Chorturm um 1300, Obergeschosse Anfang des 16. Jahrhunderts, Treppentürmchen mit Totenleuchte bezeichnet 1506; spätgotischer Saal | weitere Bilder Fotos hochladen |
| Kriegerdenkmal, Kruzifix und Grabmäler | Hauptstraße, bei Nr. 36 Lage                    | ab 1842                    | Kriegerdenkmal 1914/18, reliefierter barockisierender Bildstock, 1920er Jahre (Bild); Sandstein-Kruzifix, klassizistischer Sockel bezeichnet 1842 (Bild); gusseiserne Grabkreuze: J. A. Kimmle: gotisierend, um 1851; A. M. Kimmle: spätklassizistisch, um 1867 (Bild) | weitere Bilder Fotos hochladen |
| Kellerbogen                            | Hauptstraße, an Nr. 38 Lage                     | 1702                       | barocker Kellerbogen, bezeichnet 1702 | weitere Bilder Fotos hochladen |
| Hofanlage                              | Hauptstraße 40 Lage                             | 1565                       | Hofanlage; Renaissance-Fachwerkhaus, teilweise massiv, Krüppelwalmdach, bezeichnet 1565 | weitere Bilder Fotos hochladen |
| Wohnhaus                               | Hauptstraße 53 Lage                             | 1518                       | Fachwerkhaus, bezeichnet 1592 und nachträglich 1518 | weitere Bilder Fotos hochladen |
| Rathaus                                | Hauptstraße 87 Lage                             | 1590                       | prächtiger Fachwerkbau, massives Hallenerdgeschoss, 1590 | weitere Bilder Fotos hochladen |
| Torbogen                               | Hauptstraße, an Nr. 89 Lage                     | um 1600                    | Renaissance-Torbogen mit Nebenpforte, um 1600 | weitere Bilder Fotos hochladen |
| Torbogen                               | Hauptstraße, an Nr. 89a Lage                    | 1599                       | Renaissance-Torbogen, bezeichnet 1599, Reliefsteine | weitere Bilder Fotos hochladen |
| Torbogen                               | Hauptstraße, an Nr. 93 Lage                     | 1749                       | barocker Torbogen mit Nebenpforte, bezeichnet 1749 | weitere Bilder Fotos hochladen |
| Hofanlage                              | Übergasse 7 Lage                                | 1800                       | Hofanlage, 1800; Fachwerkhaus über Hochkeller | weitere Bilder Fotos hochladen |
| Brunnen                                | Übergasse, bei Nr. 14 Lage                      | 19. Jahrhundert            | hölzerner Brunnenstock, 19. Jahrhundert | weitere Bilder Fotos hochladen |
| Hofanlage                              | Weed-Borngasse 2 Lage                           | 18. Jahrhundert            | Dreiseithof; barockes Fachwerkhaus, teilweise massiv, 18. Jahrhundert | weitere Bilder Fotos hochladen |
| Kolmerberg-Kapelle                     | nördlich des Ortes; Distrikt Kohlbrunnberg Lage | 15. oder 16. Jahrhundert   | Wallfahrtskapelle Beatae Mariae Virginis; im Kern spätgotischer Saalbau, wohl aus dem 15. oder 16. Jahrhundert, im 18. Jahrhundert barock überformt, Portal bezeichnet 1760, 1810 erneut verändert; Fachwerklause, wohl aus dem 16. Jahrhundert, Ölberg-Kapelle 1815, Vorhalle 1891; an der Kirche klassizistische Freikanzel bezeichnet 1904 (renoviert), Kreuzweg aus dem 19. Jahrhundert (Bild), Steinkruzifix bezeichnet 1808 | weitere Bilder Fotos hochladen |